# 1867年改革法令
《1867年改革法令》（英語：Reform Act 1867）是英國在1867年擴大下議院選民基礎的法令。議案令下議院由保守派及中產階級控制改為加入了工人的代表。是繼1832年改革法案後英國議會史另一次重大改革。

## 背景

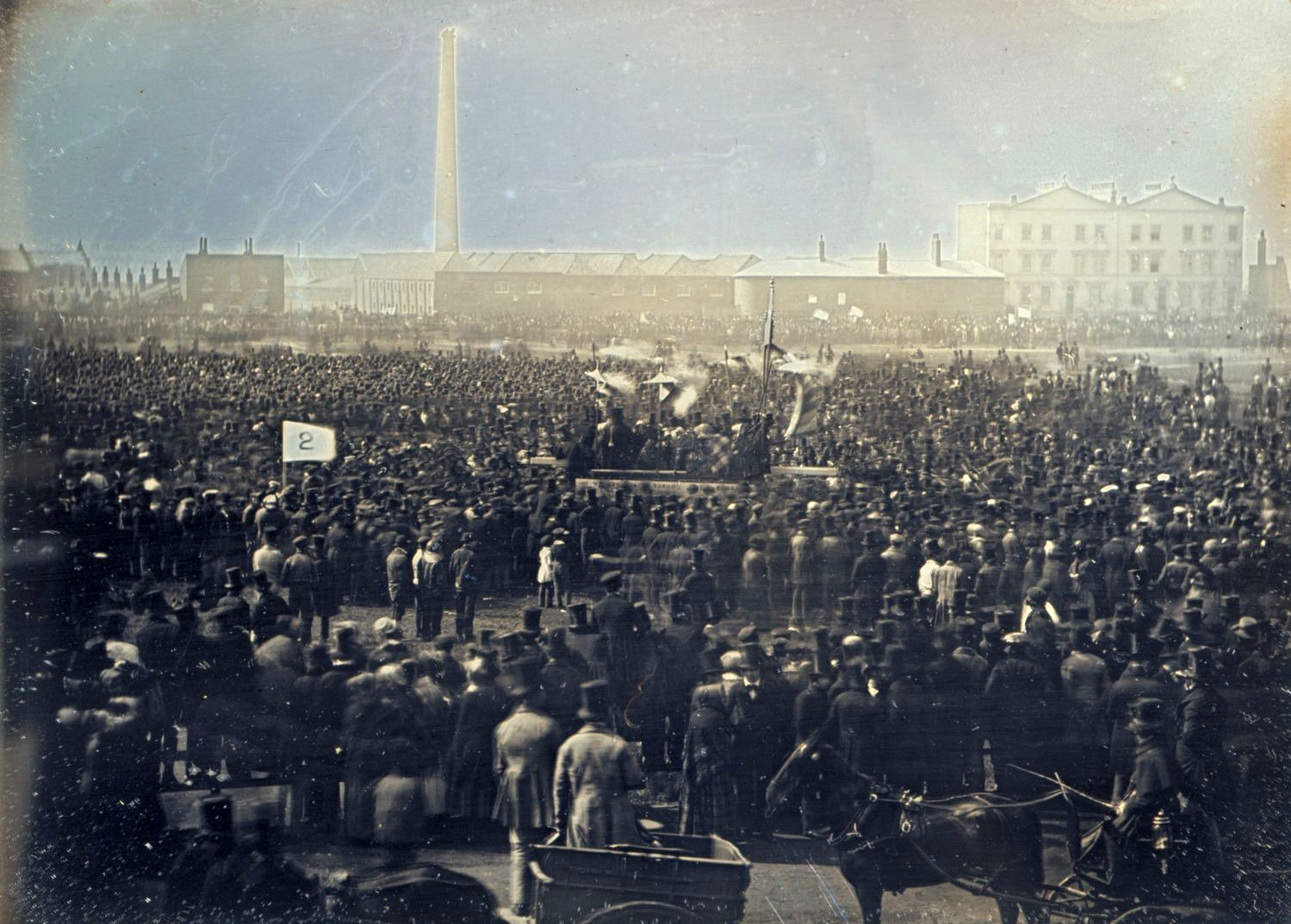
伦敦南部肯宁顿的宪章运动集会

自《1832年改革法令》後，無論自由黨人或保守黨人皆認為議會改革得到完滿結束，無意再行議會改革，如首相羅素宣稱1832年改革法案是最後的議會改革。但普遍民眾認為改革法案只利及中產階級，並認為1832年改革法案僅是改革的第一步。故此在1838年，因議會未有進一步改革，工會運動失敗及工人待遇未有大見改善帶來的不滿，故工人領袖费尔加斯·奥康纳及威廉·洛维特及弗朗西斯·普雷斯發動了人民憲章運動，提出改革議會選舉的要求，包括：
1. 全面實行男性普選（加入男性工人階級）
2. 平均劃分選區
3. 採用秘密投票
4. 廢除議員財產資格限制
5. 實行議員支薪
6. 每年選舉下議院

这就是著名的英国宪章运动的开始。在1839年，工會在西敏宮附近召開會議，並上書國會要求改革，但為保守自由兩黨在6月聯手拒絕，激进派在上书被拒绝后组织暴动，在1839年11月3日至4日的晚上在南威尔士蒙默思郡的新港的梅龙镇酒店内，政府士兵和示威者爆发了一场血腥的战斗，他们互相开火，结果是至少五十人受伤，超过二十人死亡。又在1842年提請國會上書，又被拒絕，因為議會害怕私有財產權及經濟結構會被破壞。
1848年的法國二月革命後，工會在4月10日發動五十萬人上街請願，國會大驚，賦予威靈頓公爵統領軍隊及警察保衛首都的權力，但至遊行之日大雨忽至，遊行人數僅剩下十分之一。遊行被制止，而所謂六百萬人聯署的上國會書，聯署人數也只有一半不到，其中更有虛報杜撰的名字。民權運動便告終止。

## 經過
在1858年，德比首相終於廢除了擔任議員的財產限制。1865年帕爾姆斯頓首相逝世，英國政壇的保守力量頓失一名中流砥柱，迫令財相威廉·尤爾特·格萊斯頓在首相羅素的支持下提請擴大選舉權的議案，但自由黨內激進分子認為法案過份保守，自由黨內部保守者卻認為法案過份激進，後者遂在1866年倒戈，聯合保守黨推翻內閣。德比伯爵再次出任首相，其內閣的財相位置由班傑明·迪斯雷利擔當。工會組織全國改革同盟，並敵視新的保守黨政府。政府力阻工會在海德公園的集會，將公園封鎖，工人們竟拆欄而入。迪斯雷利有感民憤難擋，為免自由黨聯合工人勢力，倒不如早著先機，和工人勢力聯手孤立自由黨，遂在議會提請改革。由於取得德比首相的絕對支持，議案得以在未受保守黨內不滿分子的反對，成功通過。

## 內容及影響
改革內容主要集中在選民資格的開放。在市鎮中，年付十鎊以上租金的租戶，所有擁有自資物業者，在郡鄉中年付十二鎊地租的所有農戶和土地年產值五鎊以上的土地擁有者皆享投票權。進一步把英格蘭及威爾斯的選民總數增至200萬，其中城市選民由51萬增至120萬，郡選民只由54萬增至80萬，增幅達一倍。雖未至成男普選，但的確令工業革命後勢力日益上揚的工人大體上取得選舉權。法案令英國議會的民主化推進了一大步。

## 外部連結
- 英国历史-1867年议会改革（页面存档备份，存于）
- 震惊世界的100次变革（上）（页面存档备份，存于） 作者：戈丹 千舒 主编